# 奇婭
《奇婭》是由加拿大Awaceb工作室开发，并由开普勒互动发行的开放世界第三人称动作冒险游戏。玩家將控制角色奇婭探索由新喀裏多尼亞群島為原型創作的虛構群島，運用自己的奇妙力量打敗暴君創造的佈條士兵，从統治群島的暴君Meavora手下拯救父親。她一路上還將結識到新朋友，并可以欣賞美不勝收的景色。。该游戏于2023年3月21日登陆Epic商城、PlayStation 4和PlayStation 5，目前尚未登陆Steam平台。

## 游戏玩法
《奇婭》是一款以第三人稱視角遊玩的開放世界動作冒險遊戲，提供了包括英语、法语、俄语、中文、德语在内的多种语言的字幕。玩家控制主角奇婭對島嶼進行探索，從統治群島的殘酷暴君Meavora手下營救她被綁架的父親。本作最大的特色，是奇婭所擁有的「靈魂跳躍」能力，使用该能力，奇娅可以操控周遭的動物或者是無機物，併利用它們的力量移動到新的區域、解決難題併打敗敵人。 實機演示當中，通過灵魂跳跃，玩家附身一条狗并利用它的挖掘能力挖掘出藏寶圖。根據開發者Phil Crifo的說法，玩家可以靈魂跳躍至逾30種動物和“數百種”物體上。游戏中的动作系统包括奔跑、跳跃、攀爬、潜行、滑翔等等，受到體力值的限制，體力也承擔了血量的作用，受到敵人攻擊時體力會消耗。
奇婭使用她的人类形态探索群岛。她裝備滑翔傘與木筏，便于在不同地點之間快速移動。奇婭身手矯健，能够快速滑下山、爬上樹併把自己彈射出去，甚至攀登幾乎所有材質的錶面。通過探索，玩家將發現不同的任務點、小遊戲和裝有服飾的寶箱，結識其他NPC，併完成支線任務，在冒险途中，玩家將解锁手电筒、弹弓、指南针、照相机等等各式各样好玩又有用的工具。 《奇婭》同時包含节奏游戏元素，弹出小调自娱自乐，或者是与群岛之上的其他居民们合奏一曲：可以彈奏的尤克里里将会自始至终在游戏中陪伴着玩家。在节奏小游戏部分，尤克里里将会成为关键工具，玩家也可選擇在开放世界中随时弹奏先前已经解锁的乐曲，触发包括吸引动物或者是求雨在内的一系列特殊事件。上述所有的非主綫游戲均可跳过。奇婭的外貌，以及她的滑翔傘和木筏，均可自由地進行定制。

## 游戲開發
《奇婭》由位於加拿大蒙特利爾的12人独立游戏工作室Awaceb開發。游戏设定虚构出一個群島，大部分參考了新喀里多尼亚群島——一个太平洋島國，Aweceb的兩位创始人Thierry Boura和Phil Crifo出生长大的地方。新喀里多尼亚群島當地的卡纳克文化是該团队灵感的主要来源。該工作室的目標之一，是向玩家展示當兩人還是孩子的時候，用兒童視角探索新喀裏多尼亞的感覺。工作室的大部分成員前往利佛進行為期兩周的游戲背景采風，併嚮原住民演示了他們的游戲。与新喀里多尼亚的当地人相似，游戏中的角色会说法语和德赫胡语；由于缺少德赫胡语的专业配音演员，工作室一度找不到配音演員為游戏录制台词，創作團隊而且还将与融合当地自然声音采样的原创管弦乐曲一起放入游戲中，意在让玩家體驗身临其境之感。在描述中，奇婭的性格“富有好奇心”而“有点天真”。在她慢慢探索世界的过程中，她逐渐遇到了不同的NPC，並幫助他們解決了紛爭，打破了不同部族閒的壁壘。靈魂出竅能力的灵感来自新喀里多尼亚民間流傳的关于變身的传说。

## 評價
根据评分收集網站Metacritic的说法，《奇婭》收穫了“普遍好评”的評價，截至2023年5月，该游戏已售出100万份。 
2023年5月18日，《奇婭》入圍2023開發者獎最佳游戲獎最終輪。
2023年12月，游戏获得游戏大奖2023的“最佳影响力游戏”奖项，由吉田修平上台代为领奖。